# Louis-Prudent Douillard
Louis-Prudent Douillard (Nantes, 25 agosto 1790 – Parigi, 20 luglio 1869) è stato un architetto francese che ha lavorato prevalentemente con suo fratello minore Constant.

## Biografia

### Origini, famiglia, formazione
Louis-Prudent è figlio di Julien-François Douillard, anch'egli stimato architetto, sindaco di Nantes dal 1797 al 1798, deputato alla fine del Direttorio e consigliere di prefettura durante il periodo napoleonico.
Il 19 novembre 1821 sposa Justine Crucy (nata nel 1798)., figlia di Louis Crucy, fratello del più noto Mathurin Crucy. Solo 18 mesi più tardi, il fratello Constant sposa la sorella di Justine, Alexandrine-Zita.
Louis-Prudent è il padre degli architetti Ludovic-François Douillard (nato nel 1823) e Lucien Douillard (nato nel 1829), oltre che del pittore Alexis Douillard (nato invece nel 1835).

## Opere
Allievi di André Chatillon a Parigi, i fratelli Douillard si sono particolarmente distinti per le loro realizzazioni di ospedali nel dipartimento della Loira Inferiore.
A Nantes, Louis-Prudent e Constant, creano l'Ospedale Saint-Jacques, mettendo in pratica i grandi princìpi igienisti del XIX secolo quali la separazione dei padiglioni secondo le specializzazioni mediche e la pianificazione di gallerie di circolazione che potessero unire le camere in modo da facilitare l'aerazione. La sua collocazione sulle rive della Loira, sul luogo del vecchio ospizio dei pellegrini di Saint-Jacques, avrebbe inoltre risolto i problemi di ventilazione. I due fratelli realizzano inoltre, nel 1835, la place du Sanitat, nel luogo dove si trovava l'ospizio della città di Nantes, reso inutile dalla costruzione dell'Ospedale Saint-Jacques. Questa piazza, a forma di emiciclo, presenta inoltre la chiesa di Notre-Dame-de-Bon-Port, la cui facciata è concepita come quella di un teatro. Realizzano inoltre la place Sainte-Croix e la cappella dei Cappuccini.
Al di fuori di Nantes, i fratelli Douillard hanno diretto la costruzione di un'altra clinica, quella di Savenay, oltre che la chiesa parrocchiale di Mauves-sur-Loire.